# Julius Wellhausen

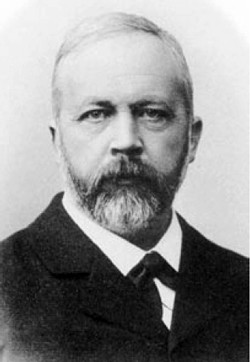
Julius Wellhausen.

Julius Wellhausen (Hamelen, 17 mei 1844 – Göttingen, 7 januari 1918) was een Duitse protestantse theoloog en oriëntalist, die een blijvende invloed op het onderzoek naar het Oude Testament en vroeg-islamitische geschiedenis heeft gehad. Hij is vooral beroemd geworden door zijn bijdragen - samen met Karl Heinrich Graf en de Nederlander Abraham Kuenen - aan de documentaire hypothese aangaande de Pentateuch (daarom ook wel de Wellhausen-hypothese genoemd).
- Bibsys: 90150068
- Biblioteca Nacional de España: XX1494289
- Bibliothèque nationale de France: cb135366245 (data)
- CiNii: DA03022994
- Gemeinsame Normdatei: 118630849
- International Standard Name Identifier: 0000 0001 0919 919X
- Library of Congress Control Number: n50002966
- Nationale Bibliotheek van Letland: 000070405
- Bibliotheek van het Japanse parlement: 00550515
- Nationale Bibliotheek van Tsjechië: skuk0001476
- Nationale bibliotheek van Australië: 35129101
- Nationale Bibliotheek van Israël: 987007269746805171
- Nationale Bibliotheek van Polen: a0000001932299
- Nationale en Universitaire bibliotheek Zagreb: 000132719
- Nederlandse Thesaurus van Auteursnamen: 068693737
- Réseau des bibliothèques de Suisse occidentale: 02-A003966650
- LIBRIS: 295167
- Système universitaire de documentation: 050666649
- TDVİA: wellhausen-julius
- Trove: 835118
- Virtual International Authority File: 81950780
- WorldCat: E39PBJtRHQQbfYV8CMwCkRRVG3